# Mercedes-Benz OM654

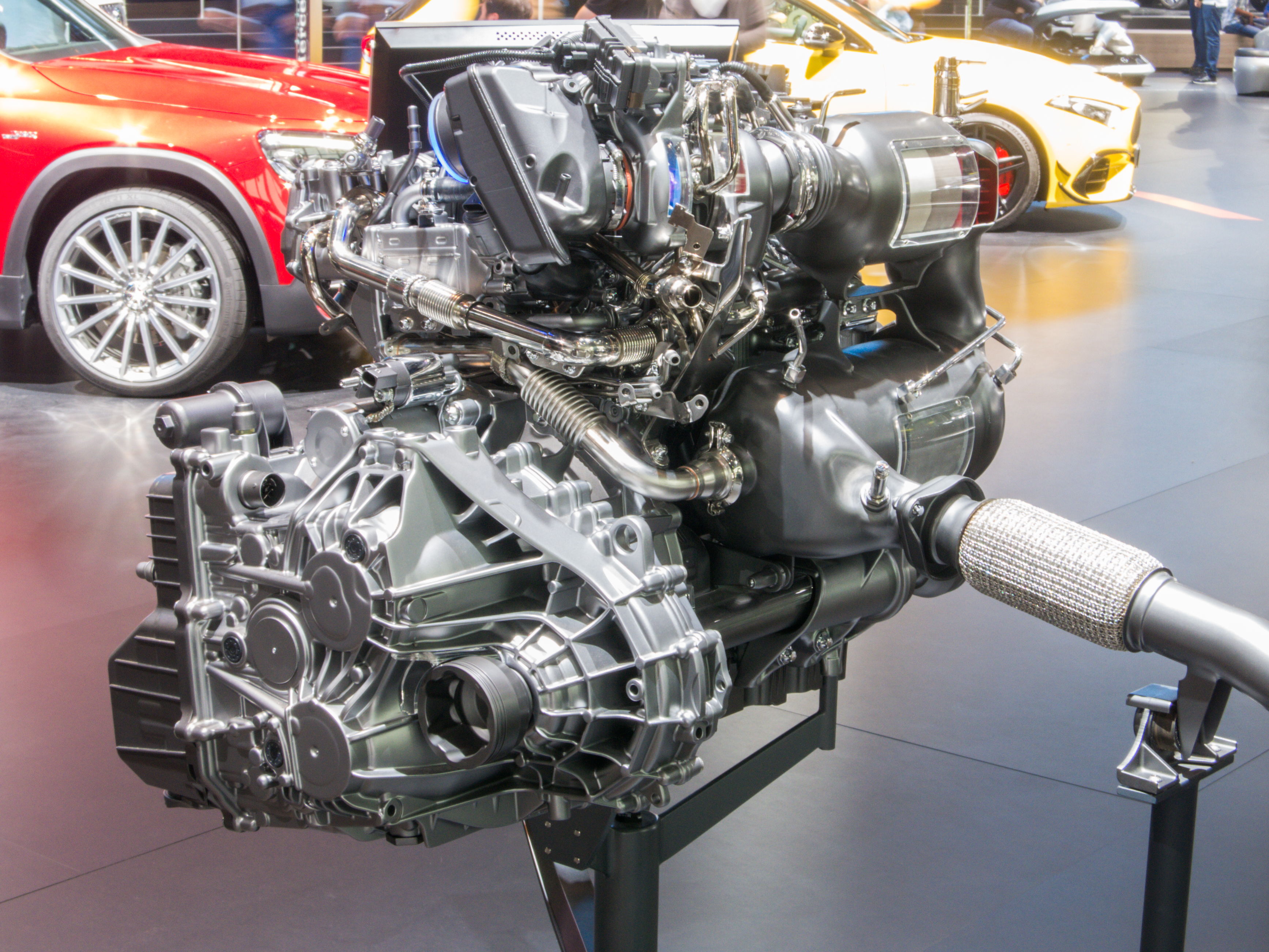
Mercedes-Benz OM 654

Mercedes-Benz OM654 — модульний рядний чотирициліндровий дизельний двигун, що випускається компанією Mercedes-Benz з 2016 року. Першим автомобілем, оснащеним цим двигуном, став Mercedes-Benz E220 d (E-клас), початок продажу якого заплановано на весну 2016 року. Виробництво двигуна налагоджено на заводі у Штутгарт-Унтертюркхаймі, Німеччина. Є наступником силового агрегату OM651.

## Історія
Двигун Mercedes-Benz OM654 був вперше представлений 11 січня 2016 року на автосалоні в Детройті. Його встановили на автомобіль Mercedes-Benz E220 d.

## Опис
Першою версією двигуна OM654 є DE20 LA з безпосереднім упорскуванням палива системи Common rail (з тиском упорскування до 2000 бар). Діаметр циліндра становить 82 мм, хід поршня дорівнює 92,3 мм, відстань між циліндрами — 90 мм. Картер двигуна та головки блоку циліндрів виконані з алюмінієвого сплаву. Поршні виготовляються зі сталі. Ступінь стиску — 15,5:1. Циліндри покриті матеріалом Nanoslide зниження тертя.
Двигун оснащується турбокомпресором, що охолоджується водою, зі змінною геометрією турбіни. Крім того, двигун включає як рециркуляцію вихлопних газів низького тиску (EGR), так і високого тиску. Зменшенням кількості шкідливих забруднюючих речовин, що викидаються, займається дизельний каталітичний нейтралізатор (DOC), дизельний сажевий фільтр (DPF) і система SCR.
На автомобілі Mercedes-Benz Е220 d комбінована витрата палива двигуна ОМ654 становить 3.9-4.3 літри на 100 км. Розгін із 0 до 100 км/год здійснюється за 7,3 секунди. Максимальна швидкість становить 240 км/год. Викиди CO2 — 112—102 г/км[3], що відповідає нормам стандартів Євро-6 та RDE.

### DE20 LA
Варіант DE20 LA має робочий об'єм 1950 см33. Потужність двигуна варіюється залежно від модифікації від 110 кВт (147 к.с.) до 170 кВт (227 к.с.) при 3000–4600 об/хв/

## Техннічні характеристики

### OM 654 DE 16 G SCR*
| Встановлювався на                                                                                                   | Автомобіль | Роки виробництва |
| --- | ---------- | ---------------- |
| Робочий об'єм: 1598 см3, потужність: 90 кВт (122 к.с.) при 3800 об/хв, крутний момент: 300 Н·м при 1400–2800 об/хв  |            |                  |
| C 180 d | W/S 205    | з 2018           |
| Робочий об'єм: 1598 см3, потужність: 118 кВт (160 к.с.) при 3800 об/хв, крутний момент: 360 Н·м при 1600–2600 об/хв |            |                  |
| C 200 d Механічна трансмісія                                                                                        | W/S 205    | з 2018           |

### OM 654 DE 20 G SCR*
| Встановлювався на | Автомобіль      | Роки виробництва    |
| --- | --------------- | ------------------- |
| Робочий об'єм: 1950 см3, потужність: 110 кВт (150 к.с.) при 3200–4800 об/хв, крутний момент: 360 Нм при 1400–2800 об/хв |                 |                     |
| C 200 d (9G-TRONIC) | W/S 205         | 07/2018–10/2018     |
| E 200 d | W/S 213         | 07/2016–04/2019     |
| Робочий об'єм: 1950 см3, потужність: 143 кВт (194 к.с.) при 3800 об/хв, крутний момент: 400 Нм при 1600–2800 об/хв      |                 |                     |
| C 220 d | W/S 205         | з 04/2018           |
| E 220 d | W/S 213 A/C 238 | з 04/2016 з 12/2016 |
| Робочий об'єм: 1950 см3, потужність: 120 кВт (163 к.с.) при 4200 об/хв, крутний момент: 380 Нм при 1200–2400 об/хв      |                 |                     |
| V 220 dШаблон:FN | W 447           | з 03/2019           |
| Робочий об'єм: 1950 см3, потужність: 140 кВт (190 к.с.) при 4200 об/хв, крутний момент: 440 Нм при 1350–2400 об/хв      |                 |                     |
| V 250 dШаблон:FN | W 447           | з 03/2019           |
| Робочий об'єм: 1950 см3, потужність: 176 кВт (239 к.с.) при 4200 об/хв, крутний момент: 500 Нм при 1600–2400 об/хв      |                 |                     |
| V 300 dШаблон:FN | W 447           | з 03/2019           |
| Робочий об'єм: 1950 см3, потужність: 180 кВт (245 к.с.) при 4200 об/хв, крутний момент: 500 Нм при 1600–2400 об/хв      |                 |                     |
| C 300 d | W/S 205         | з 07/2018           |
| CLS 300 d | C 257           | з 04/2018           |
| E 300 d | W/S 213         | з 02/2018           |
| GLE 300 d | V 167           | з 10/2018           |

Шаблон:FNZ

### OM 654 M DE 20 SCR*
| Встановлювався на | Автомобіль | Роки виробництва    |
| --- | ---------- | ------------------- |
| Робочий об'єм: 1993 см³, потужність: 120 кВт (163 к.с.) при 3600–4800 об/хв, крутний момент: 380 Нм при 1800–2800 об/хв |            |                     |
| C 200 d | W/S 206    | з 06/2021           |
| E 200 d | W/S 214    | з 10/2024           |
| Робочий об'єм: 1993 см³, потужність: 147 кВт (200 к.с.) при 3600–4800 об/хв, крутний момент: 440 Нм при 1800–2800 об/хв |            |                     |
| E 220 d E 220 d 4MATIC                                                                                                  | W/S 213    | 01/2021–08/2023     |
| Робочий об'єм: 1993 см³, потужність: 145 кВт (197 к.с.) при 3600–4800 об/хв, крутний момент: 440 Нм при 1800–2800 об/хв |            |                     |
| C 220 d C 220 d 4MATIC                                                                                                  | W/S 206    | з 06/2021 з 08/2021 |
| C 300 de C 300 de 4MATIC                                                                                                | W/S 206    | з 01/2023           |
| CLE 220 d Coupé | C 236      | з 11/2023           |
| E 220 d E 220 d 4MATIC                                                                                                  | W/S 214    | з 04/2024           |
| E 300 de E 300 d 4MATIC                                                                                                 | W/S 214    | з 10/2023           |
| GLE 350 de 4MATIC | V 167      | з 07/2023           |
| Робочий об'єм: 1993 см³, потужність: 195 кВт (265 к.с.) при 4200 об/хв, крутний момент: 550 Нм при 1800 об/хв           |            |                     |
| C 300 d C 300 d 4MATIC                                                                                                  | W/S 206    | з 06/2021 з 07/2024 |

### OM 654q DE 20 SCR*
| Встановлювався на | Автомобіль | Роки виробництва    |
| --- | ---------- | ------------------- |
| Робочий об'єм: 1950 см³, потужність: 85 к.с. (116 к.с.) при 3400–4400 об/хв, крутний момент: 280 Нм при 1200–2600 об/хв  |            |                     |
| A 180 d | W/V 177    | з 10/2020           |
| B 180 d | W 247      | з 10/2020           |
| CLA 180 d | C/X 118    | з 10/2020           |
| GLA 180 d | H 247      | з 04/2020           |
| GLB 180 d | X 247      | з 12/2019           |
| Робочий об'єм: 1950 см³, потужність: 110 к.с. (150 к.с.) при 3400–4400 об/хв, крутний момент: 320 Нм при 1400–3200 об/хв |            |                     |
| A 200 d A 200 d 4MATIC                                                                                                   | W/V 177    | з 11/2018 з 10/2019 |
| B 200 d B 200 d 4MATIC                                                                                                   | W 247      | з 12/2018 з 10/2019 |
| CLA 200 d CLA 200 d 4MATIC                                                                                               | C/X 118    | з 04/2019 з 10/2019 |
| GLA 200 d / GLA 200 d 4MATIC                                                                                             | H 247      | з 04/2020           |
| GLB 200 d GLB 200 d 4MATIC                                                                                               | X 247      | з 12/2019           |
| Робочий об'єм: 1950 см³, потужність: 140 к.с. (190 к.с.) при 3800 об/хв, крутний момент: 400 Нм при 1600–2600 об/хв      |            |                     |
| A 220 d A 220 d 4MATIC                                                                                                   | W/V 177    | з 11/2018 з 10/2019 |
| B 220 d B 220 d 4MATIC                                                                                                   | W 247      | з 12/2018 з 10/2019 |
| CLA 220 d CLA 220 d 4MATIC                                                                                               | C/X 118    | з 04/2019 з 10/2019 |
| GLA 220 d / GLA 220 d 4MATIC                                                                                             | H 247      | з 04/2020           |
| GLB 220 d / GLB 220 d 4MATIC                                                                                             | X 247      | з 12/2019           |

### OM 654 DE 20 LA*
| Встановлювався на                                                                                                   | Автомобіль | Роки виробництва |
| --- | ---------- | ---------------- |
| Робочий об'єм: 1950 см³, потужність: 110 кВт (150 к.с.) при 3800 об/хв, крутний момент: 340 Н·м при 1500–2400 об/хв |            |                  |
| 215 CDI/315CDI/415CDI/515CDI                                                                                        | BR 907/910 | з 2021           |
| Робочий об'єм: 1950 см³, потужність: 120 кВт (170 к.с.) при 3800 об/хв, крутний момент: 380 Н·м при 1500–2400 об/хв |            |                  |
| 217 CDI/317CDI/417CDI/517CDI                                                                                        | BR 907/910 | з 2021           |
| Робочий об'єм: 1950 см³, потужність: 140 кВт (190 к.с.) при 3800 об/хв, крутний момент: 450 Н·м при 1350–2400 об/хв |            |                  |
| 219 CDI/319 CDI/419 CDI/519 CDI                                                                                     | BR 907/910 | з 2021           |

 * Позначення двигуна кодується наступним чином:
OM = масляний двигун (дизель), серія = 3 цифри, q = поперечна установка, DE = безпосереднє вприскування, робочий об’єм = декалітри (округлено), G = посилений стартер-генератор, L = охолодження повітря наддуву, A = турбокомпресор вихлопу, SCR = тип обробки вихлопу, M = вбудований стартер-генератор